# Barrage du Châtelot
Le barrage du Châtelot est un barrage-voûte sur le cours du Doubs à la frontière entre la France et la Suisse. L’installation fonctionne en coordination avec le barrage du Refrain. En fonction du débit turbiné par la centrale du Châtelot, la centrale du Refrain dresse quotidiennement son propre programme. L'ouvrage est la propriété de la Société des Forces Motrices du Châtelot (SFMC), une société anonyme de droit suisse basée dans la commune suisse des Planchettes et détenue par des actionnaires suisses et français répartis paritairement. La gestion technique, administrative et financière, son exploitation ainsi que l'entretien des rives du lac sont assurées par Groupe E.

## Histoire
Le barrage du Châtelot et l’usine du Torret ont été inaugurés en 1953. Lors de sa création, l’usine pouvait déployer une puissance de 30 000 kW.

## Géographie
Il est partagé entre le département du Doubs et le canton de Neuchâtel et retient les eaux du lac de Moron. Il est situé sur les communes de Villers-le-Lac et des Planchettes.

## Utile
Le barrage n'est pas franchissable à pied. Un passage à gué existe plus bas sur la rivière.

## Données techniques du barrage
La voûte du barrage du Châtelot, d'une hauteur de 74 mètres, retient environ 20 millions de m³ d'eau qui permettent la production d'électricité par la centrale du Torret située en aval du barrage. L'eau est acheminée à la centrale par une galerie d'amenée de 3km creusée dans la roche puis par une conduite forcée de 141 mètres créant un dénivelé de 67 mètres avant d'être turbinée au moyen de deux groupes de production. L'électricité produite alimente les réseaux de la Suisse et de la France.

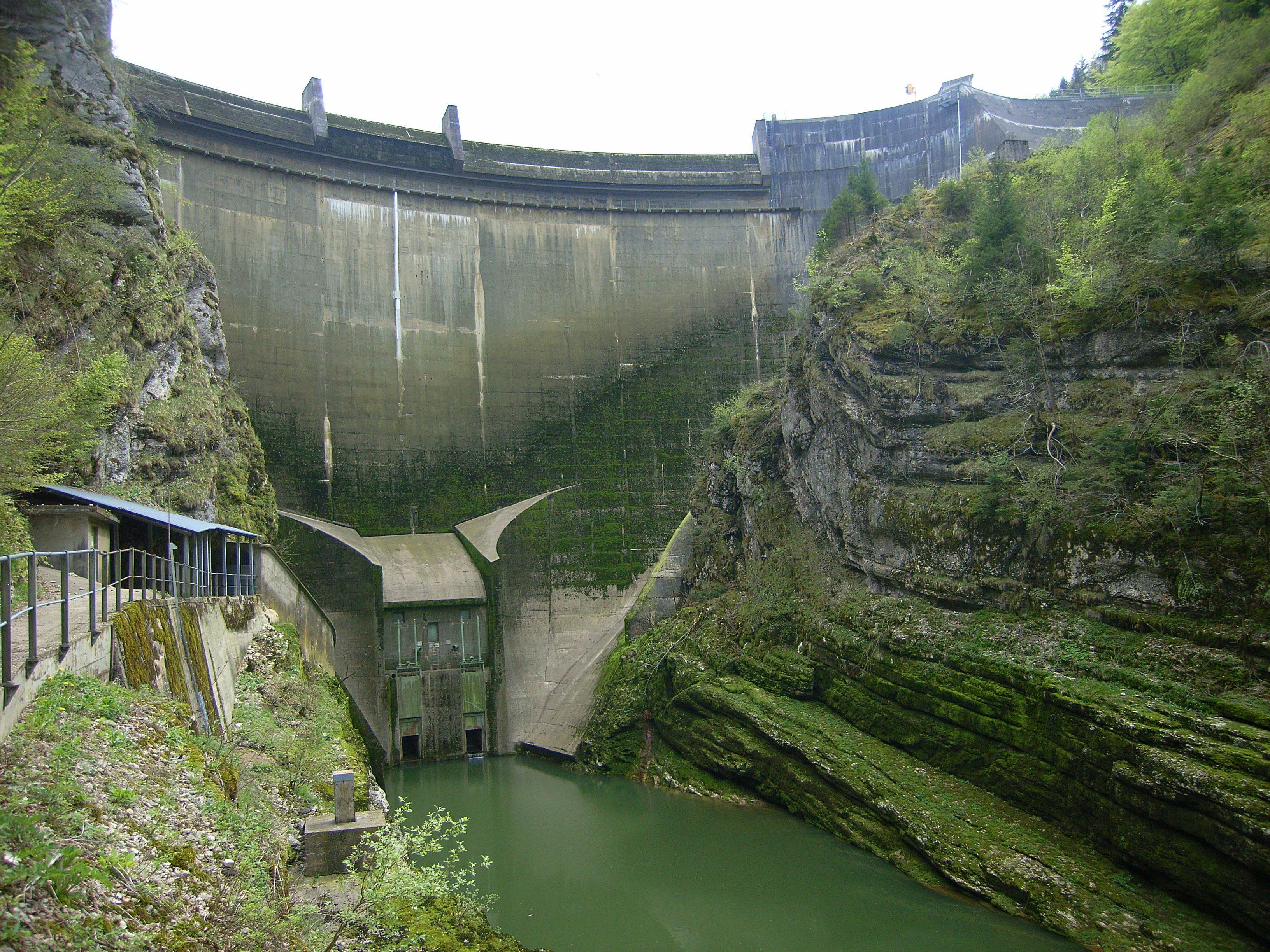
Vue aval du barrage.
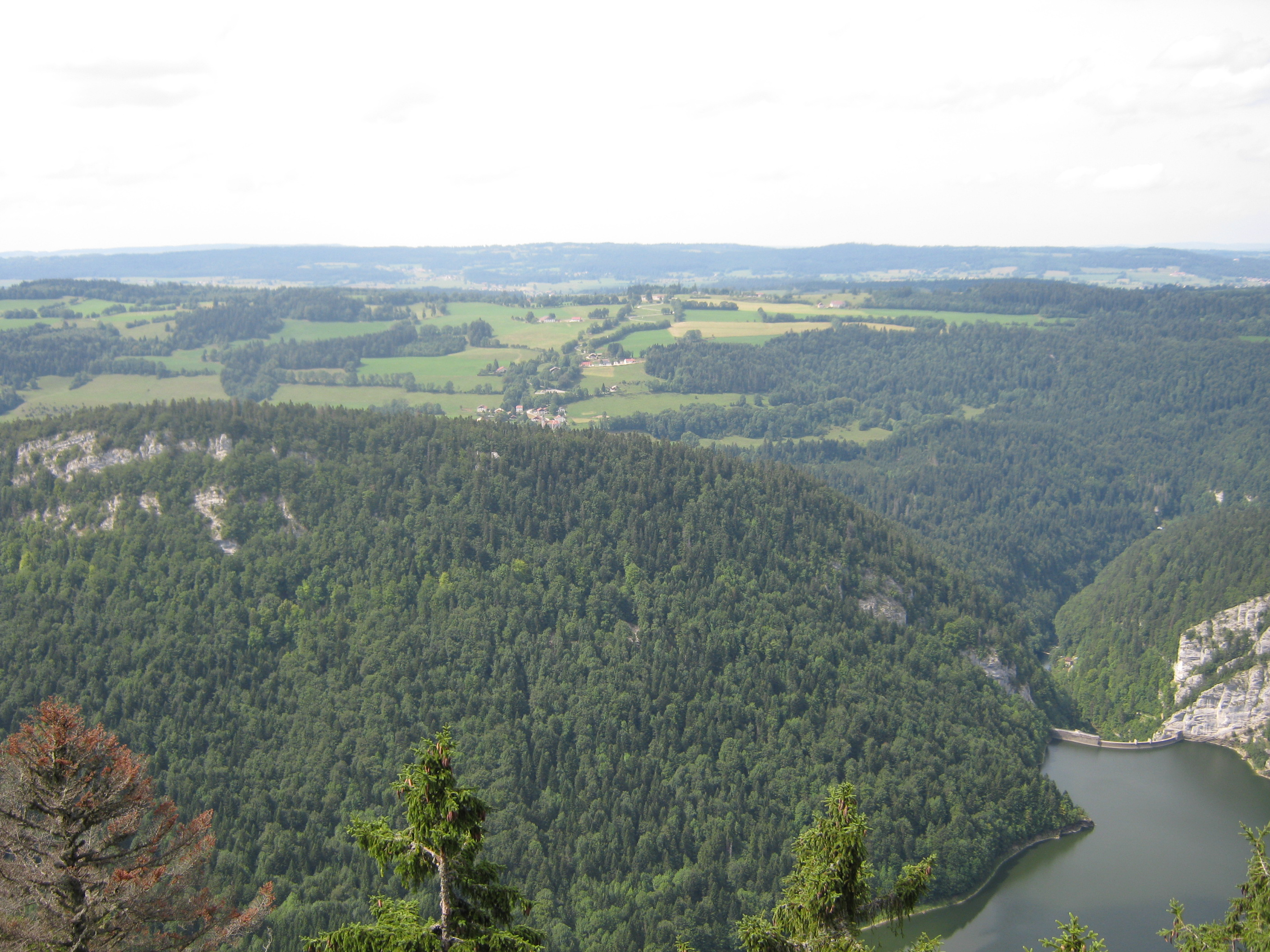
Vue amont du barrage.
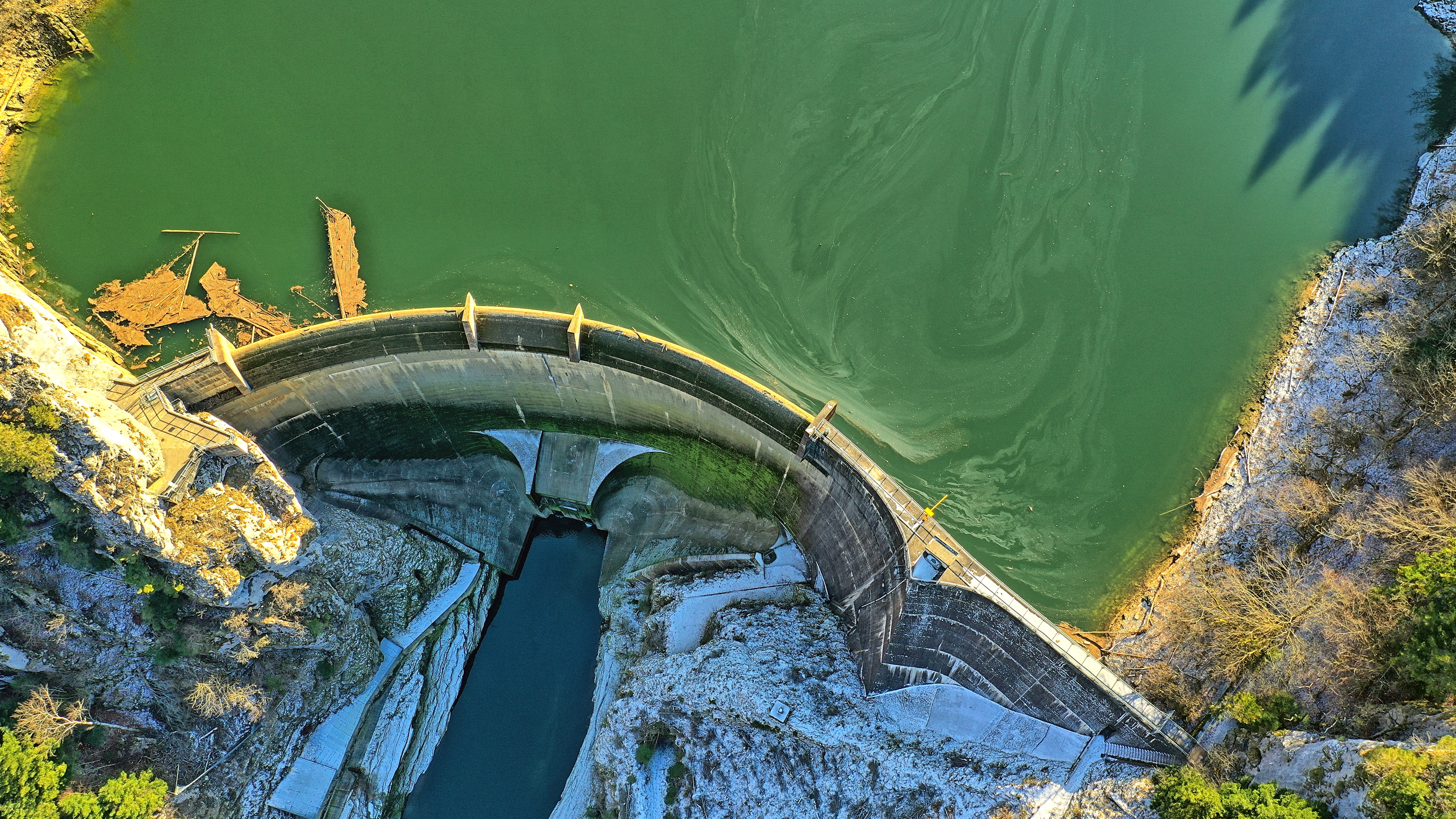
Le barrage vu de dessus.
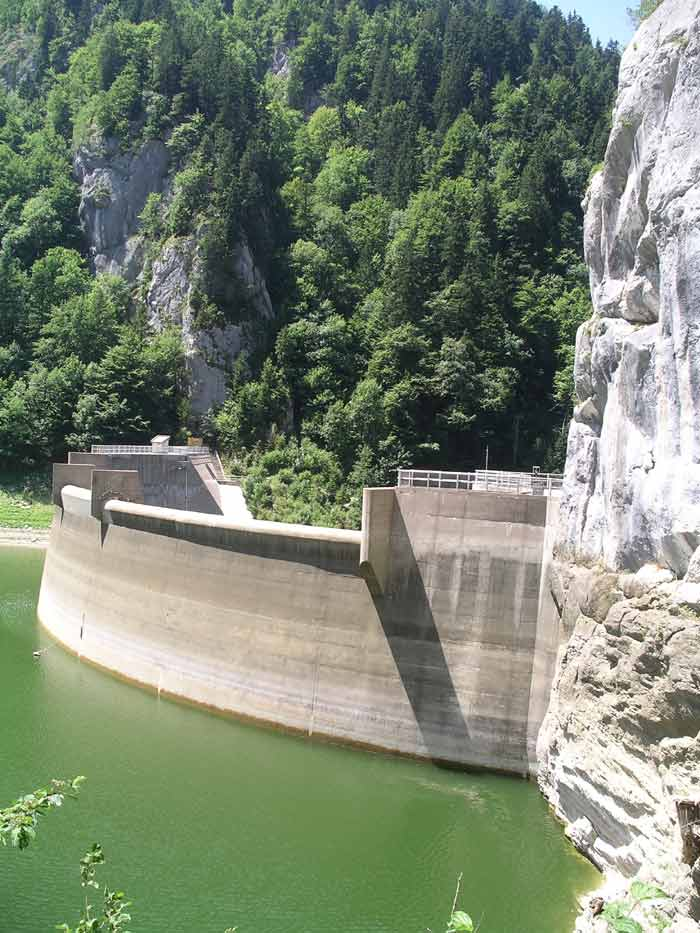
Évacuateur de crues de la voûte.

## Sources
- Carte topographique suisse
- Barrage du Châtelot sur Structurae.